# ジェフリー・スペンダー
ジェフリー・フランク・スペンダー（Jeffrey Spender,生年不詳）はアメリカ合衆国とカナダで製作されたテレビドラマ『X-ファイル』に登場する架空のFBI特別捜査官であり、クリス・オーウェンズとマイケル・サチャネクによって演じられた。スペンダーはシーズン5第13話「ペイシェントX」で初めて登場したキャラクターである。

## 家族構成
- 父：シガレット・スモーキング・マン
- 母：カサンドラ・スペンダー
- 異母兄：フォックス・モルダー

## キャラクターの造型

### シーズン5及びシーズン6
クリス・オーウェンズはシーズン4第7話「紫煙」と第23話「フラッシュバック」で若い頃のシガレット・スモーキング・マンを演じた俳優であり、シーズン5第6話「プロメテウス」にゲスト出演をした俳優でもあった。クリス・カーターとデヴィッド・ドゥカヴニーは後者でのオーウェンズの演技に感銘を受け、スペンダー役に彼を抜擢した。スタッフたちもその決定には好意的だったのだという。ただ、スペンダーの設定を構築する際、カーターは彼が長期にわたって登場するキャラクターになると想定していなかった。
シーズン5の製作が終りに近付いた頃、スタッフたちの間で「シーズン6から『X-ファイル』の製作拠点がロサンゼルスに移るそうだ。それを機にモルダー役のドゥカヴニーが降板して、オーウェンズ演じるジェフリー・スペンダーが主役になるらしい。彼の起用が一時的なものになるのか長く続くのかはまだ不明だが。」という風評が流れた。ところが、オーウェンズの耳に入ってきたのは「シーズン6でオーウェンズかドゥカヴニーのどちらか一方が8話しか出演しないことになるらしい。もしも8話しか出演しないのがオーウェンズだったなら、シーズン6の製作もバンクーバーで行われることになるそうだ。」という情報であった。オーウェンズは「ドゥカヴニーが降板するわけないから、8話しか出演しないのは私だろう。だから、シーズン6の製作はこのままバンクーバーで行われるはずだ」と思い込んだのだが、実際にはシーズン6の製作はロサンゼルスを拠点に行われることとなった。
シーズン6第7話「愛児」放送後、オーウェンズは道行く人から変な目で見られるようになった。劇中でスペンダーが捜査依頼書をシュレッダーにかけたことを不快に思ったファンが、その不快感を演者であるオーウェンズにぶつけたのである。ついには、現実と創作の区別が付かなくなったファンから「あいつがシュレッダー男ですよ」と指さされる事態にまで至った。
シーズン6第12話「ファイト・ザ・フューチャー Part.2」でスペンダーは死ぬことになったわけだが、オーウェンズがそれを知ったのはカーターからの電話であった。カーターがいつものような語り口で話したため、オーウェンズはすぐにその話を信じることができなかったが、当該エピソードの脚本を読んでようやく納得したのだという。スペンダーを殺すシーンの撮影に関して、シガレット・スモーキング・マン役のウィリアム・B・デイヴィスは「スペンダーを撃ちたくなかった。オーウェンズと仕事をするのは楽しかったからね」と語っている。

### シーズン9
3年後、クリス・オーウェンズはトロントを拠点に活動していた。そんな彼にドゥカヴニーから「シーズン9の撮影を行っているのだが、その内の2話にジェフリー・スペンダー役で出演してくれないか。」「スペンダーが生きていた理由はエイリアンの実験を持ち出すことで説明できる。ただ、心地の良い撮影ではない」という電話がかかってきた。オーウェンズは「心地の良い撮影ではない」という言葉の意味が分からなかったが、自分に施される特殊メイクを見た瞬間、その意味を把握したのだという。

## シリーズでの活躍
モルダーがX-ファイル課を離れざるを得なくなった後、ジェフリー・スペンダーが後任としてX-ファイル課に来る。スペンダーは超常現象に懐疑的であった。それ故、エイリアンに何度も誘拐されたという母親（カサンドラ）の主張に取り合おうとはしなかった。スペンダーはモルダーの妹であるサマンサと一緒に育てられたものの、彼女の正体について多くを知っているわけではなかった。スペンダーはダイアナ・ファウリー捜査官と共にX-ファイルの捜査に当たることになったが、その任務に対しては消極的な姿勢を崩さなかった。彼は父親でもあるシガレット・スモーキング・マンから「モルダーとスカリーをFBIから追い出すための策を講じろ」という指令を受け、その通りに行動していた。しかし、父親への不信感が増大し、モルダーに協力的な姿勢を示すに至った。スモーキング・マンは裏切った息子を容赦なく殺害したかに見えた。
それから3年後、実はスペンダーが生存していたことが判明する。スモーキング・マンは裏切った息子をエイリアンの実験台に供したのであった。その結果、スペンダーの顔は焼けただれ、本人だと識別できない状態になってしまった。彼はそれを利用し、自分をモルダーに見せかけてスカリーの家に侵入した。そして、スカリーの息子であるウィリアムにマグネタイトを注射し、彼からエイリアンの形質を取り除いた。ただ、スペンダーが何故そんな行動をしたのかが詳細に語られることはなかった。後にモルダーがノエル・ローラー殺害容疑で告発された際に、スペンダーは彼の無実を証明するために出廷し「モルダーは私の異母兄です」と証言した。